# Globba wardii
Globba wardii là một loài thực vật có hoa trong họ Gừng. Loài này được (B.L.Burtt & R.M.Sm.) K.J.Williams mô tả khoa học đầu tiên năm 2004.